# 富海駅
富海駅（とのみえき）は、山口県防府市大字富海にある、西日本旅客鉄道（JR西日本）山陽本線の駅。難読駅名として知られている。

## 歴史
- 1898年（明治31年）3月17日：山陽鉄道徳山駅 - 三田尻駅（現・防府駅）間延伸時に開設[2]。一般駅[2]。
- 1906年（明治39年）12月1日：山陽鉄道の国有化により、官営鉄道の駅となる[2]。
- 1909年（明治42年）10月12日：線路名称制定。山陽本線所属となる。
- 1962年（昭和37年）9月1日：貨物取扱廃止[2]。
- 1984年（昭和59年）2月1日：荷物扱い廃止[2]。
- 1987年（昭和62年）4月1日：国鉄分割民営化により、西日本旅客鉄道（JR西日本）の駅となる[2]。
- 2023年（令和5年）
  - 2月18日：開業時から使用されて来た旧駅舎の使用終了。
  - 4月1日：ICカード「ICOCA」の利用が可能となる[3][4]。
  - 12月17日：新しい駅舎の供用開始。地域交流スペースも兼ねる[5]。

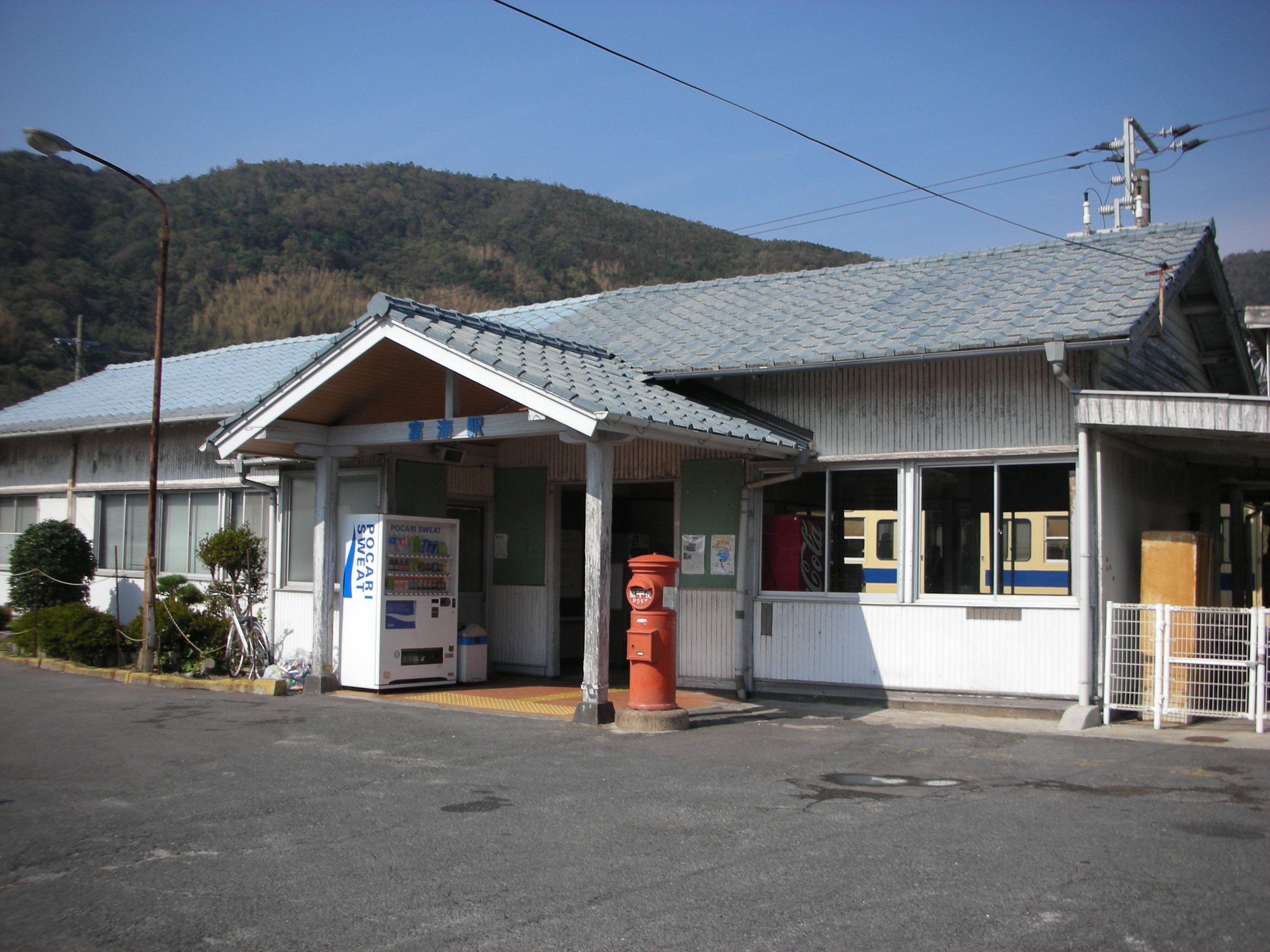
旧駅舎（2006年11月）

## 駅構造
相対式ホーム2面2線（間にホームの無い中線あり）を有する地上駅で、無人駅。新山口方面行1番ホーム側に駅舎があり、徳山方面行3番ホームへは跨線橋で連絡している。中線は新山口方で下り線のみ、徳山方で上り線のみ接続されており、列車の出入りは不可。
郵便ポスト（日本郵便防府郵便局）・自動販売機が設置されている。

### のりば
| のりば | 路線      | 方向 | 行先                   |
| ------ | --------- | ---- | ---------------------- |
| 1      | ■山陽本線 | 下り | 防府・新山口・下関方面 |
| 3      | ■山陽本線 | 上り | 徳山・岩国方面         |

- ホームには上記ののりば番号標は存在しないが、駅舎内の構内案内図でこの番号が使われている。また、列車運転指令上での番線番号（中線が2番線）でもある。

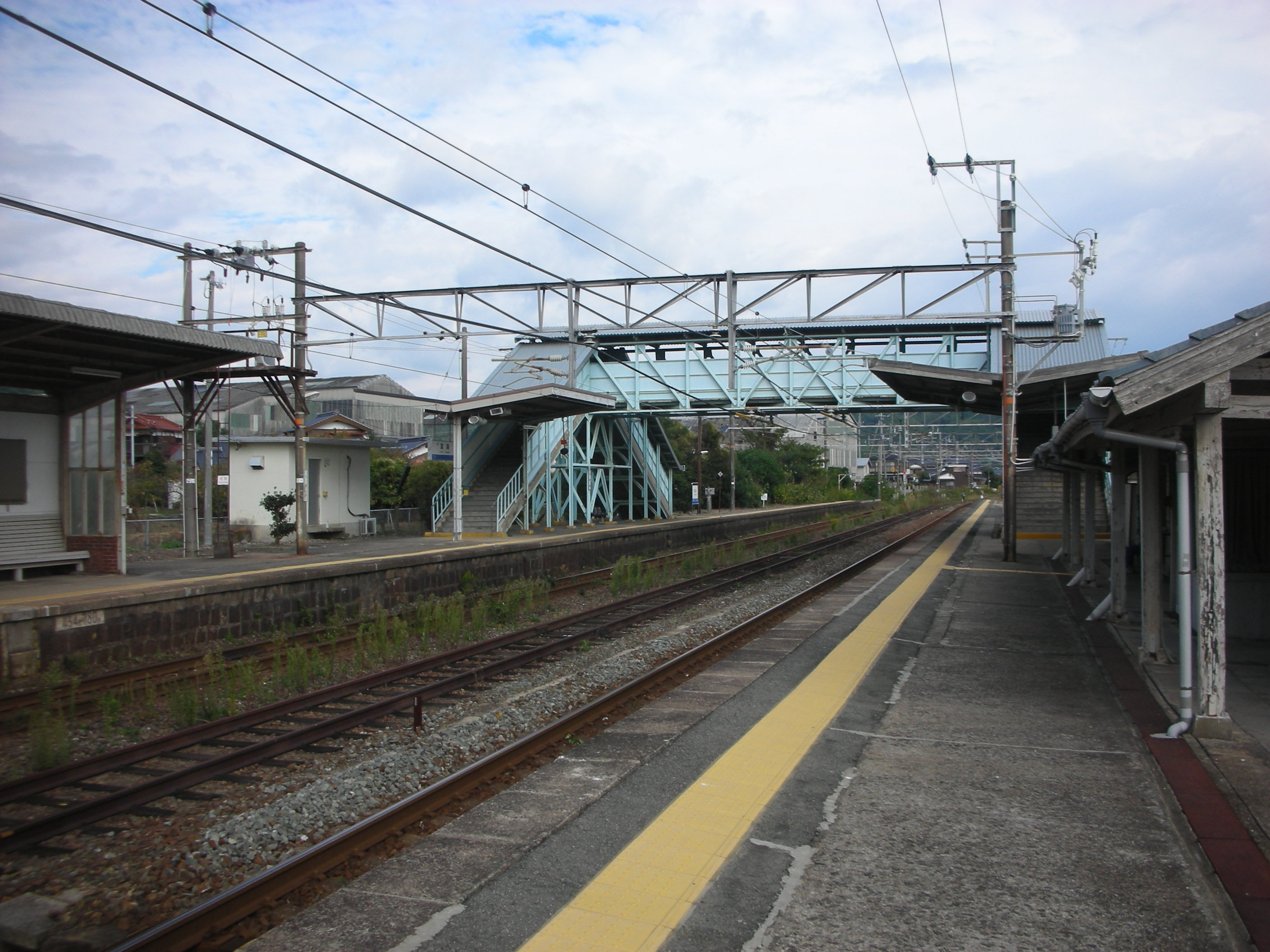
構内（2009年10月）

## 利用状況
1日平均乗車人員は以下の通り。
| 乗車人員推移 | 乗車人員推移 |
| 年度         | 1日平均人数  |
| ------------ | ------------ |
| 1999         | 406          |
| 2000         | 385          |
| 2001         | 366          |
| 2002         | 368          |
| 2003         | 339          |
| 2004         | 336          |
| 2005         | 310          |
| 2006         | 298          |
| 2007         | 278          |
| 2008         | 262          |
| 2009         | 249          |
| 2010         | 249          |
| 2011         | 248          |
| 2012         | 225          |
| 2013         | 228          |
| 2014         | 222          |
| 2015         | 230          |
| 2016         | 212          |
| 2017         | 193          |
| 2018         | 193          |
| 2019         | 188          |
| 2020         | 166          |
| 2021         | 152          |
| 2022         | 153          |

## 駅周辺
富海地区（旧・富海村）の中心部に位置する。富海は三方を山に、南を海に囲まれた地域で、防府市中心部からは山を隔てた位置にある。富海海水浴場は南沙織などの歌唱で知られる「17才」（作詞：有馬三恵子）の歌詞に登場する『誰もいない海』のモデルになった場所といわれている。
- 富海海水浴場[1]
- 富海郵便局
- 防府市立富海中学校
- 防府市立富海小学校
- 富海漁港
- 伊藤井上両公上陸の碑
- 大平山（山頂まで徒歩約2時間30分）
- 国道2号
- 西国街道（旧山陽道）

## 隣の駅
西日本旅客鉄道（JR西日本）
■山陽本線
戸田駅 - 富海駅 -  （貨）防府貨物駅* - 防府駅
*取消線は廃駅